# Rosellinia subsimilis
Rosellinia subsimilis är en svampart som tillhör divisionen sporsäcksvampar, och som beskrevs av Petter Adolf Karsten och Karl Starbäck. Rosellinia subsimilis ingår i släktet Rosellinia, och familjen kolkärnsvampar. Arten är reproducerande i Sverige.